# Franz Maria Liedig
Franz Maria Liedig, nach 1945 meistens kurz Franz Liedig (* 2. Februar 1900 in Hünfeld; † 30. März 1967 in München) war ein Marineoffizier und Marineattaché. Er beteiligte sich seit 1936/1937 am Widerstand gegen den Nationalsozialismus.

## Leben
Liedig war der Sohn eines Arztes. Im Oktober 1916 trat er als Kriegsfreiwilliger in die Kaiserliche Marine ein, durchlief die Ausbildung an der Marineschule Mürwik und war bei Kriegsende Wachoffizier auf einem Torpedoboot der Torpedobootsflottille Flandern. Im Dezember 1918 wurde er zur Reserve entlassen. Nach kurzer Internierung in Scapa Flow studierte er zunächst an der Technischen Hochschule München. Am 28. September 1919 wurde er zum Leutnant zur See der Reserve befördert und nahm 1919/20 als Freikorpsmitglied der Marine-Brigade Ehrhardt an Einsätzen in Berlin und Oberschlesien, schließlich 1920 am Kapp-Lüttwitz-Putsch teil. In den ersten Jahren der Weimarer Republik war er im Stahlhelm und im Bund Wiking tätig. Seit 1928 wandte sich Liedig von dem rechten nationalsozialistischen Lager ab und orientierte sich deutlich am politischen Katholizismus. Nach Abschluss seines Studiums wurde er Rechtsanwalt, promovierte und war zeitweise Mitglied der juristischen Fakultät der Münchener Universität. Auf Veranlassung des Leiters der Abwehrabteilung im Reichswehrministerium Konteradmiral Wilhelm Canaris wurde Liedig 1936 reaktiviert. Eingesetzt war er ab diesem Zeitpunkt in der Abwehrstelle V. Stuttgart und rückte 1936 nach einem Wechsel von Herbert Wichmann (1894–1987) zur Abwehrstelle X. in Hamburg, als dessen Nachfolger in Stuttgart auf. Sein Vorgesetzter war Generalmajor Hans Oster und dadurch kam Liedig mit Personen des Widerstands zusammen.

## Septemberverschwörung 1938
Um den 20. September 1938 traf sich der engere Personenkreis um Hans Oster in dessen Berliner Wohnung zu einer Abschlussbesprechung, um zu erörtern wie Adolf Hitler beseitigt werden solle. Dazu gehörten Erwin von Witzleben (1881–1944), Hans Oster, Hans Bernd Gisevius (1904–1974), Hans von Dohnanyi (1902–1945), vermutlich auch Carl Friedrich Goerdeler Friedrich Wilhelm Heinz sowie Franz Maria Liedig. Da Heinz und Liedig bereits zu einem früheren Zeitpunkt mit der Aufstellung eines Stoßtrupps beauftragt worden waren, über dessen Einsatz man sich nun verständigte, ging es jetzt darum, den genauen Zeitpunkt und die Form des „aus dem Verkehr Ziehens“ festzulegen. Unter Witzlebens Führung sollte die Gruppe alle Sicherheitsposten am Eingang der Reichskanzlei überwältigen, dann den Widerstand der Leibstandarte SS Adolf Hitler brechen, Hitler festnehmen und mit einem Kraftfahrzeug an einen sicheren Ort bringen. Als aber Witzleben die Zusammenkunft verlassen hatte, verschärften die Zurückgebliebenen den Plan in einem wesentlichen Punkt: Vor allem Heinz drängte darauf, Hitler im Verlauf der Verhaftungsaktion zu erschießen. Die Durchführung des Planes war dann für den 28. September 1938 vereinbart. Nach dem Ausgang der Münchener Konferenz Mitte September wurde aber, auf Grund der nunmehr eingetretenen veränderten Stimmungslage in militärischen Kreisen, und auch in Teilen der deutschen Bevölkerung vorerst von dem Umsturzplan Abstand genommen.
Am Abend des 8. Oktober 1939 war Hans Oster mit Franz Liedig, der ihm gelegentlich als Fahrer diente, auf dem Weg zu seiner Wohnung. Unterwegs bat er, bei Oberst Bert Sas, dem holländischen Militärattaché in Berlin und Freund seit den Olympischen Spielen 1936, vorbeizufahren. Als Oster nach wenigen Minuten aus Sas' Haus kam und wieder neben Liedig Platz genommen hatte, sagte er, er habe soeben „Landesverrat“ begangen, weil er den deutschen Angriffstermin im Westen an Sas verraten habe.

## Verhaftung und Kriegsende
Nach einer kurzen Einweisungsphase wurde Franz Liedig 1940 als Marineattaché an der deutschen Gesandtschaft in Bulgarien eingesetzt. Botschafter in Sofia war zu diesem Zeitpunkt Herbert von Richthofen, sein Vorgänger im Amt des Marineattachés Ralf von der Marwitz. Nach etwa einem Jahr folgte er von der Marwitz an die deutsche Gesandtschaft in Griechenland. In Athen war deutscher Botschafter Viktor zu Erbach-Schönberg. Doch als dann, bedingt durch die Kriegssituation, die Botschaft geschlossen werden musste, wechselte Liedig im Februar 1944 als Erster Offizier auf den Leichten Kreuzer Köln. Am 20. Juli 1944 scheiterte der Plan, Hitler in der Wolfsschanze durch eine versteckte Bombe zu töten. Kurz darauf wurden Dohnányi, Oster und dann auch Canaris verhaftet. Als aber in der Außenstelle der Amtes Ausland/Abwehr in Zossen am 22. September 1944 Aufzeichnungen über frühere Planungen gefunden wurden, war eine Verhaftung nur noch eine Frage der Zeit. Dieser Aktenfund war insofern aufschlussreich, weil dieses Material erstmals der Gestapo die schon 1938 und 1939 vorhandenen Umsturzpläne von Regimegegnern offenbarte. Hitler ordnete an, dass dieses Material keinesfalls der Oberreichsanwaltschaft übergeben werden dürfe und der strengsten Geheimhaltung unterliege. Die Bevölkerung sollte in der angespannten militärischen Situation an den Fronten sowie durch das Attentat vom 20. Juli 1944 auf Hitler nicht noch zusätzlich durch die Bekanntgabe von Verschwörungsplanungen in der Wehrmacht aus früheren Zeiten verunsichert werden. Anfang November 1944 wurde Liedig an Bord der „Köln“ in Oslo verhaftet. Zunächst nach Berlin gebracht und durch die Gestapo vernommen, kam er dann nacheinander in die Konzentrationslager Flossenbürg, Buchenwald und Dachau. Am 24. April 1945 transportierte die SS Liedig gemeinsam mit etwa 140 prominenten Insassen des Lagers nach Niederdorf in Südtirol, wo es zur Befreiung der SS-Geiseln kam.

## Nach Kriegsende
Franz Liedig kehrte im April 1945 nach Bayern zurück und gehörte dort zu den Gründungsmitgliedern der CSU. In den Jahren von 1946 bis 1948 amtierte er als deren Landesgeschäftsführer. Aufgrund seiner Zusammenarbeit mit Canaris und Oster war er dennoch jahrelangen Verdächtigungen und Verunglimpfungen ausgesetzt und wurde immer wieder des Landesverrats bezichtigt. Anfang der fünfziger Jahre legte er vor allem aus diesem Grund sein Parteiamt nieder. Liedig starb nach langer Krankheit am 31. März 1967 und wurde am 3. April 1967 auf dem Planegger Friedhof beigesetzt.

## Familie
Seit dem 22. März 1929 war Liedig mit Edda Joachimi (* 1893), einer Tochter des Hauptmanns Martin Joachimi und der Thea Buttmann verheiratet. In erster Ehe war Joachimi von 1915 bis 1926 mit dem 1934 ermordeten Eugen von Kessel verheiratet gewesen.